# Aidan Walsh
Aidan Walsh (Belfast, 28 de março de 1997) é um boxeador irlandês, medalhista olímpico.

## Carreira
Walsh conquistou a medalha de bronze nos Jogos Olímpicos de Verão de 2020 em Tóquio, após confronto na semifinal contra o britânico Pat McCormack na categoria peso meio-médio. Em 2015, ele ganhou o ouro no meio-médio leve nos Jogos da Juventude da Commonwealth.